# SU-85
Il SU-85 (Самоходная установка, Samokhodnaja Artillerijskaja Ustanovka - 85) era un semovente controcarro utilizzato dall'Armata Rossa durante la seconda guerra mondiale. Utilizzava lo scafo del carro medio T-34 e, a differenza di altri semoventi (come l'SU-76 "Suka"), che fungevano anche da supporto per la fanteria, era pensato specificatamente per contrastare gli altri carri armati, analogamente ai cacciacarri tedeschi.

## Storia
Nel primo periodo della Seconda guerra mondiale i carri russi, quali il carro pesante KV-1 e il carro medio T-34 armati entrambi con un cannone da 76,2 mm, disponevano di una sufficiente potenza di fuoco per contrastare i carri tedeschi presenti all'epoca sul campo di battaglia.
Verso la fine del 1942 però fece la sua comparsa il carro tedesco Panzer VI Tiger I. Nella primavera del 1943 i militari sovietici vennero a conoscenza dell'esistenza di un altro nuovo carro tedesco, il Panzer V Panther, ancora non entrato in azione. Per controbattere questi mezzi di nuova generazione si sentì la necessità di disporre di mezzi dotati di una maggiore potenza di fuoco.
Essendo il nuovo cannone da 85 mm troppo grande per poter venire immediatamente installato nella torretta degli esistenti T-34, i comandi sovietici ordinarono agli ingegneri di creare un mezzo "ad interim" sull'esempio dei cannoni d'assalto tedeschi: uno scafo di carro senza torretta per un nuovo cannone con limitato brandeggio.
Questo mezzo nasceva come una trasformazione del semovente d'assalto SU-122, sostituendo l'obice da 122 mm con un cannone controcarro ad alta velocità D5-T da 85 mm. L'adozione di questa arma rendeva possibile, per un mezzo dalle dimensioni ridotte e molto mobile, perforare la corazzatura laterale o posteriore di un Panther o di un Tiger da distanza di sicurezza.
Il SU-85 venne prodotto negli stabilimenti Uralmaš di Sverdlovsk negli Urali equipaggiato con il cannpone 85 mm D-5T prodotto nella vicina Fabbrica Nº 9, ed entrò in servizio per la prima volta nell'agosto del 1943. Venne impiegato fino alla fine del conflitto, oltre che dall'Armata Rossa, anche dalle forze polacche e cecoslovacche, che in quel tempo operavano a fianco delle forze russe.

## Versioni
Due furono le versioni prodotte del SU-85. La prima aveva una cupola del capocarro fissa con tre visori e un periscopio. La seconda versione SU-85M montava la stessa cupola del carro T-34/85 che permetteva la visione a 360°. Inoltre questa seconda versione utilizzava lo scafo più grande che verrà utilizzato anche per il successivo SU-100 e pertanto poteva trasportare 60 colpi al posto dei precedenti 48.
Verso la fine del 1944 la produzione del SU-85 venne interrotta e sostituita da quella del SU-100.

## Impiego postbellico
L'entrata in servizio del SU-100 e la conseguente fine della produzione in serie non posero fine alla carriera del SU-85. Infatti, man mano che il SU-100 si faceva sempre più disponibile, il SU-85 venne tolto dal servizio attivo dell'armata rossa per essere trasferito al servizio attivo nell'Esercito Popolare Polacco, in quello Cecoslovacco e in quello Jugoslavo, alleati dell'Unione Sovietica. Dopo la fine della guerra i restanti esemplari in servizio nell'Armata Rossa furono esportati per il servizio nelle forze armate dei Paesi Satelliti dell'Europa dell'Est, dove sembra che siano rimasti in servizio fino alla metà degli anni cinquanta.